# Чемпионат России по лёгкой атлетике 2024
Чемпионат России по лёгкой атлетике 2024 года прошёл 15—18 августа в Екатеринбурге на стадионе «Калининец». Соревнования впервые состоялись в этом городе и во второй раз подряд — на Урале (в 2023 году чемпионат принимал Челябинск). На протяжении четырёх дней были разыграны 44 комплекта медалей.
На протяжении 2024 года в различных городах запланировано проведение чемпионатов России в отдельных дисциплинах лёгкой атлетики:
- 6 апреля — чемпионат России по горному бегу (вверх) (Железноводск)
- 27 апреля — чемпионат России по кроссу (весна) (Нижний Новгород)
- 10 мая — чемпионат России по спортивной ходьбе (Казань)
- 11—12 мая — чемпионат России по бегу на 24 часа (Москва)
- 12 мая — чемпионат России по марафону (Казань)
- 8 июня — чемпионат России по горному бегу (вверх-вниз) (Ярославль)
- 6 июля — чемпионат России по бегу на 1 милю по шоссе (Вороновское)
- 24 августа — чемпионат России по трейлу (Златоуст)
- 8 сентября — чемпионат России по бегу на 15 км по шоссе (Когалым)
- 8 сентября — чемпионат России по полумарафону (Ярославль)
- 21—22 сентября — чемпионат России по эстафетному бегу (Жуковский)
- 28 сентября — чемпионат России по бегу на 100 км (Нижний Новгород)
- 19—20 октября — чемпионат России по кроссу (осень) (Оренбург)
- 27 октября — чемпионат России по горному бегу (длинная дистанция) (Красная Поляна)

## Призёры

### Мужчины
| Дисциплина                          | Золото                                                                                 | Золото                                                                       | Серебро                                                                                  | Серебро                                                                      | Бронза                                                                               | Бронза                                                                       |
| ----------------------------------- | -------------------------------------------------------------------------------------- | ---------------------------------------------------------------------------- | ---------------------------------------------------------------------------------------- | ---------------------------------------------------------------------------- | ------------------------------------------------------------------------------------ | ---------------------------------------------------------------------------- |
| 100 м (ветер: −0,5 м/с)             | Константин Крылов Красноярский край                                                    | 10.31                                                                        | Данила Тен Краснодарский край Амурская область                                           | 10.37                                                                        | Иван Афонин Московская область                                                       | 10.45                                                                        |
| 200 м (ветер: +0,3 м/с)             | Константин Крылов Красноярский край                                                    | 20.79                                                                        | Андрей Лукин Московская область Карелия                                                  | 21.03                                                                        | Александр Николаев Хабаровский край                                                  | 21.19                                                                        |
| 400 м                               | Максим Федяев Московская область Курская область                                       | 45.82                                                                        | Данил Вешняков Санкт-Петербург                                                           | 45.95                                                                        | Артём Арасланов Москва Кировская область                                             | 46.05                                                                        |
| 800 м                               | Константин Холмогоров Москва Пермский край                                             | 1:48.86                                                                      | Максим Шелих Москва Оренбургская область                                                 | 1:49.15                                                                      | Артемий Никитин Челябинская область                                                  | 1:49.36                                                                      |
| 1500 м                              | Константин Плохотников Краснодарский край Хакасия                                      | 3:40.77                                                                      | Егор Лимонов Санкт-Петербург                                                             | 3:41.05                                                                      | Сергей Дубровский Московская область Белгородская область                            | 3:41.07                                                                      |
| 5000 м                              | Владимир Никитин Москва Пермский край                                                  | 13:37.55                                                                     | Евгений Рыбаков Кемеровская область                                                      | 13:44.48                                                                     | Анатолий Рыбаков Кемеровская область                                                 | 13:44.81                                                                     |
| 10 000 м                            | Владимир Никитин Москва Пермский край                                                  | 28:08.82                                                                     | Никита Павлов Челябинская область                                                        | 28:37.45                                                                     | Анатолий Рыбаков Кемеровская область                                                 | 28:38.32                                                                     |
| 3000 м с препятствиями              | Константин Плохотников Краснодарский край Хакасия                                      | 8:32.49                                                                      | Эдуард Батыршин Башкортостан                                                             | 8:35.93                                                                      | Максим Якушев Свердловская область                                                   | 8:40.80                                                                      |
| 110 м с барьерами (ветер: −0,9 м/с) | Артём Макаренко Москва Красноярский край                                               | 13.31                                                                        | Семён Манаков Татарстан                                                                  | 13.56                                                                        | Сергей Шубенков Московская область Алтайский край                                    | 13.69                                                                        |
| 400 м с барьерами                   | Фёдор Иванов Москва                                                                    | 49.58                                                                        | Владимир Лысенко Московская область Курская область                                      | 49.69                                                                        | Вадим Кукалев Тюменская область                                                      | 50.33                                                                        |
| Прыжок в высоту                     | Данил Лысенко Москва                                                                   | 2.27 м                                                                       | Илья Иванюк Брянская область Смоленская область                                          | 2.24 м                                                                       | Никита Анищенков Москва Челябинская область                                          | 2.24 м                                                                       |
| Прыжок с шестом                     | Михаил Шмыков Иркутская область                                                        | 5.72 м                                                                       | Тимур Моргунов Челябинская область Московская область                                    | 5.72 м                                                                       | Дмитрий Качанов Москва                                                               | 5.60 м                                                                       |
| Прыжок в длину                      | Данил Чечела Московская область Красноярский край                                      | 7.79 м (+1,3 м/с)                                                            | Данил Корнев Татарстан                                                                   | 7.77 м (+1,1 м/с)                                                            | Кирилл Шумков Хабаровский край Амурская область                                      | 7.52 м (+1,3 м/с)                                                            |
| Тройной прыжок                      | Дмитрий Чижиков Санкт-Петербург                                                        | 16.58 м                                                                      | Виталий Павлов Москва Кемеровская область                                                | 16.42 м                                                                      | Олег Брайко Санкт-Петербург                                                          | 16.38 м                                                                      |
| Толкание ядра                       | Александр Лесной Краснодарский край Пермский край                                      | 19.56 м                                                                      | Максим Афонин Москва                                                                     | 19.49 м                                                                      | Семён Бородаев Ставропольский край Краснодарский край                                | 18.49 м                                                                      |
| Метание диска                       | Алексей Худяков Москва Нижегородская область                                           | 63.40 м                                                                      | Глеб Сидорченко Москва Нижегородская область                                             | 60.73 м                                                                      | Александр Добренький Московская область Кабардино-Балкария                           | 57.90 м                                                                      |
| Метание молота                      | Валерий Пронкин Москва Нижегородская область                                           | 79.24 м                                                                      | Андрей Романов Московская область                                                        | 74.69 м                                                                      | Евгений Коротовский Москва Смоленская область                                        | 71.69 м                                                                      |
| Метание копья                       | Борис Бездольный Краснодарский край                                                    | 80.15 м                                                                      | Владислав Панасенков Московская область Смоленская область                               | 76.01 м                                                                      | Дмитрий Тарабин Краснодарский край Московская область                                | 73.61 м                                                                      |
| Десятиборье                         | Степан Кекин Омская область                                                            | 7943 очка                                                                    | Александр Комаров Краснодарский край Смоленская область                                  | 7705 очков                                                                   | Арсений Елфимов Московская область Ярославская область                               | 7658 очков                                                                   |
| Десятиборье                         | 11.16 — 7.48 — 13.67 — 1.89 — 51.12 — 13.92 — 45.50 — 5.20 — 59.92 — 5:03.43           | 11.16 — 7.48 — 13.67 — 1.89 — 51.12 — 13.92 — 45.50 — 5.20 — 59.92 — 5:03.43 | 11.23 — 7.07 — 14.11 — 1.95 — 48.39 — 14.49 — 41.67 — 4.50 — 53.90 — 4:42.66             | 11.23 — 7.07 — 14.11 — 1.95 — 48.39 — 14.49 — 41.67 — 4.50 — 53.90 — 4:42.66 | 11.31 — 7.03 — 15.02 — 1.89 — 49.95 — 15.11 — 44.50 — 4.80 — 54.84 — 4:48.44         | 11.31 — 7.03 — 15.02 — 1.89 — 49.95 — 15.11 — 44.50 — 4.80 — 54.84 — 4:48.44 |
| Ходьба на 10 000 м                  | Сергей Широбоков Мордовия Удмуртия                                                     | 38:03.69                                                                     | Василий Мизинов Челябинская область                                                      | 38:13.93                                                                     | Сергей Кожевников Мордовия                                                           | 38:28.29                                                                     |
| Эстафета 4×100 м                    | Краснодарский край · Дмитрий Хомутов · Данила Тен · Илья Гончаренко · Дмитрий Тимков   | 39.76                                                                        | Санкт-Петербург · Андрей Шикарев · Кирилл Чернухин · Данил Росляков · Дмитрий Устинов    | 40.14                                                                        | Московская область · Андрей Сапожников · Иван Афонин · Андрей Лукин · Алексей Лаптев | 40.22                                                                        |
| Эстафета 4×400 м                    | Московская область · Кирилл Лютов · Владимир Лысенко · Дмитрий Разумов · Максим Федяев | 3:06.92                                                                      | Краснодарский край · Артём Распутин · Никита Рыбак · Фёдор Кулаков · Александр Масютенко | 3:07.20                                                                      | Санкт-Петербург · Даниил Песков · Юрий Гаврилов · Максим Гаврилюк · Данил Вешняков   | 3:07.63                                                                      |

### Женщины
| Дисциплина                         | Золото                                                                                  | Золото                                                | Серебро                                                                                       | Серебро                                              | Бронза                                                                                  | Бронза                                                |
| ---------------------------------- | --------------------------------------------------------------------------------------- | ----------------------------------------------------- | --------------------------------------------------------------------------------------------- | ---------------------------------------------------- | --------------------------------------------------------------------------------------- | ----------------------------------------------------- |
| 100 м (ветер: +0,2 м/с)            | Юлия Караваева Москва                                                                   | 11.14                                                 | Наталья Комбарова Челябинская область                                                         | 11.36                                                | Виктория Максимова Чувашия Нижегородская область                                        | 11.56                                                 |
| 200 м (ветер: −0,8 м/с)            | Юлия Караваева Москва                                                                   | 23.10                                                 | Наталья Комбарова Челябинская область                                                         | 23.17                                                | Вера Филатова Санкт-Петербург Брянская область                                          | 23.33                                                 |
| 400 м                              | Полина Ткалич Краснодарский край Алтайский край                                         | 50.14                                                 | Анна Садовничева Москва                                                                       | 52.17                                                | Екатерина Иванова Иркутская область                                                     | 52.67                                                 |
| 800 м                              | Мария Прохорец Брянская область                                                         | 2:01.88                                               | Ольга Родиошкина Иркутская область                                                            | 2:03.02                                              | Вероника Мазунина Пермский край                                                         | 2:04.36                                               |
| 1500 м                             | Светлана Аплачкина Воронежская область                                                  | 4:02.71                                               | Александра Гуляева Москва Ивановская область                                                  | 4:08.06                                              | Лилия Мендаева Москва Ханты-Мансийский АО — Югра                                        | 4:09.42                                               |
| 5000 м                             | Светлана Аплачкина Воронежская область                                                  | 15:18.81                                              | Ольга Вовк Ростовская область                                                                 | 15:19.15                                             | Любовь Дубровская Санкт-Петербург                                                       | 15:19.88                                              |
| 10 000 м                           | Любовь Дубровская Санкт-Петербург                                                       | 32:17.92                                              | Ольга Вовк Ростовская область                                                                 | 32:17.95                                             | Мария Ермакова Новосибирская область                                                    | 32:19.75                                              |
| 3000 м с препятствиями             | Екатерина Ивонина Московская область Пермский край                                      | 9:21.58                                               | Анна Тропина Свердловская область                                                             | 9:40.77                                              | Анастасия Красильникова Чувашия                                                         | 9:56.09                                               |
| 100 м с барьерами (ветер: 0,0 м/с) | Виктория Погребняк Томская область Алтайский край                                       | 13.09                                                 | Валерия Громова Санкт-Петербург                                                               | 13.21                                                | Ксения Примак Краснодарский край Удмуртия                                               | 13.41                                                 |
| 400 м с барьерами                  | Эмилия Тангара Воронежская область Курская область                                      | 56.56                                                 | Кристина Вершинина Иркутская область                                                          | 57.26                                                | Ирина Баулина Воронежская область                                                       | 58.06                                                 |
| Прыжок в высоту                    | Мария Кочанова Санкт-Петербург                                                          | 1.97 м                                                | Мария Ласицкене Московская область Кабардино-Балкария                                         | 1.91 м                                               | Дарья Слепова Москва                                                                    | 1.86 м                                                |
| Прыжок с шестом                    | Полина Кнороз Москва                                                                    | 4.73 м                                                | Татьяна Калинина Москва                                                                       | 4.63 м                                               | Аксана Гатауллина Москва                                                                | 4.63 м                                                |
| Прыжок в длину                     | Екатерина Левицкая Краснодарский край                                                   | 6.47 м (+0,5 м/с)                                     | Елена Соколова Москва Белгородская область                                                    | 6.47 м (+0,2 м/с)                                    | Вероника Семашко Санкт-Петербург                                                        | 6.43 м (+0,9 м/с)                                     |
| Тройной прыжок                     | Екатерина Конева Краснодарский край Хабаровский край                                    | 14.04 м                                               | Дарья Нидбайкина Москва Брянская область                                                      | 13.93 м                                              | Таисия Дмитриева Санкт-Петербург                                                        | 13.62 м                                               |
| Толкание ядра                      | Екатерина Бурмистрова Санкт-Петербург                                                   | 16.87 м                                               | Снежана Трофимец Москва                                                                       | 16.86 м                                              | Алёна Гордеева Москва Тверская область                                                  | 16.78 м                                               |
| Метание диска                      | Виолетта Игнатьева Краснодарский край                                                   | 56.57 м                                               | Елена Панова Владимирская область                                                             | 56.35 м                                              | Наталья Карпова Омская область                                                          | 55.35 м                                               |
| Метание молота                     | Софья Палкина Московская область Самарская область                                      | 72.40 м                                               | Анастасия Григорьева Москва Ярославская область                                               | 70.71 м                                              | Елизавета Царёва Московская область                                                     | 68.76 м                                               |
| Метание копья                      | Валерия Путилина Краснодарский край                                                     | 58.54 м                                               | Элла Кузнецова Санкт-Петербург                                                                | 57.66 м                                              | Александра Перова Санкт-Петербург                                                       | 56.98 м                                               |
| Семиборье                          | Валерия Москвитина Краснодарский край                                                   | 5958 очков                                            | Софья Якушина Краснодарский край                                                              | 5957 очков                                           | Елизавета Слободянюк Краснодарский край                                                 | 5860 очков                                            |
| Семиборье                          | 13.86 — 1.78 — 13.18 — 25.07 — 6.11 — 41.67 — 2:21.26                                   | 13.86 — 1.78 — 13.18 — 25.07 — 6.11 — 41.67 — 2:21.26 | 13.52 — 1.75 — 9.82 — 24.08 — 6.09 — 39.02 — 2:09.16                                          | 13.52 — 1.75 — 9.82 — 24.08 — 6.09 — 39.02 — 2:09.16 | 14.02 — 1.66 — 12.54 — 24.38 — 6.24 — 40.26 — 2:18.80                                   | 14.02 — 1.66 — 12.54 — 24.38 — 6.24 — 40.26 — 2:18.80 |
| Ходьба на 10 000 м                 | Эльвира Хасанова Мордовия                                                               | 40:59.93                                              | Рейхан Каграманова Мордовия Кемеровская область                                               | 41:11.48                                             | Кристина Любушкина Челябинская область                                                  | 44:16.08                                              |
| Эстафета 4×100 м                   | Санкт-Петербург · Валерия Громова · Анастасия Шакуло · Алёна Михайлович · Вера Филатова | 44.64                                                 | Краснодарский край · Ксения Примак · Наталья Погребняк · Анастасия Гончаренко · Полина Ткалич | 44.84                                                | Москва · Елена Хуголь · Елизавета Чермошанская · Полина Граудынь · Юлия Караваева       | 45.30                                                 |
| Эстафета 4×400 м                   | Москва · Валерия Савенкова · Екатерина Сафонова · Дарья Тихонова · Анна Садовничева     | 3:30.95                                               | Иркутская область · Кристина Вершинина · Ирина Гущенец · Полина Домнина · Екатерина Иванова   | 3:33.93                                              | Санкт-Петербург · Юлия Спиридонова · Вера Филатова · Елизавета Головатая · Анна Рубцова | 3:34.30                                               |

## Чемпионат России по горному бегу (вверх)
XXIV чемпионат России по горному бегу (вверх) состоялся 6 апреля 2024 года в Железноводске (Ставропольский край). Участники выявляли сильнейших на трассе, проложенной на склоне горы Бештау. На старт вышли 90 участников (48 мужчин и 42 женщины) из 27 регионов страны. Соревнования прошли в ясную и сухую погоду. Надежда Лещинская стала 12-кратной чемпионкой России в горном беге. На Бештау она завоевала 6-й титул на трассе «вверх» (четвёртый подряд); также в её активе 2 победы в беге «вверх-вниз» и ещё 4 — на длинной дистанции.

### Мужчины
| Дисциплина                                      | Золото                       | Золото | Серебро                 | Серебро | Бронза                              | Бронза |
| ----------------------------------------------- | ---------------------------- | ------ | ----------------------- | ------- | ----------------------------------- | ------ |
| Горный бег 7,35 км перепад высот: +888 м −103 м | Максим Тимофеев Башкортостан | 41:52  | Михаил Киргизов Чувашия | 42:10   | Андрей Миняков Свердловская область | 42:31  |

### Женщины
| Дисциплина                                      | Золото                              | Золото | Серебро                     | Серебро | Бронза                             | Бронза |
| ----------------------------------------------- | ----------------------------------- | ------ | --------------------------- | ------- | ---------------------------------- | ------ |
| Горный бег 7,35 км перепад высот: +888 м −103 м | Надежда Лещинская Самарская область | 48:17  | Анна Ильина Санкт-Петербург | 48:39   | Елена Седова Новосибирская область | 49:38  |

## Чемпионат России по кроссу (весна)
Весенний чемпионат России по кроссу 2024 года состоялся 27 апреля в Нижнем Новгороде. Трасса длиной 1 км была проложена в парке «Щёлоковский хутор». Помимо большого количества грязи, в начале каждого круга спортсменов ждал крутой подъём. В соревнованиях приняли участие 36 бегунов (21 мужчина и 15 женщин) из 20 регионов России.

### Мужчины
| Дисциплина | Золото                            | Золото | Серебро                            | Серебро | Бронза                                              | Бронза |
| ---------- | --------------------------------- | ------ | ---------------------------------- | ------- | --------------------------------------------------- | ------ |
| Кросс 8 км | Пётр Швецов Новосибирская область | 26:16  | Антон Чипизубов Забайкальский край | 26:20   | Александр Именин Тульская область Рязанская область | 26:25  |

### Женщины
| Дисциплина | Золото                      | Золото | Серебро                            | Серебро | Бронза                                  | Бронза |
| ---------- | --------------------------- | ------ | ---------------------------------- | ------- | --------------------------------------- | ------ |
| Кросс 5 км | Анна Ильина Санкт-Петербург | 18:49  | Анжелика Мошкина Самарская область | 19:00   | Карина Костромина Новосибирская область | 19:02  |

## Чемпионат России по спортивной ходьбе
Чемпионат России по спортивной ходьбе 2024 года прошёл 10 мая в Казани. Местом проведения турнира стала Кремлёвская набережная. На старт в четырёх дисциплинах вышли 33 легкоатлета (21 мужчина и 12 женщин) из 9 регионов страны. Соревнования прошли в холодную (до +5 градусов) и ветреную погоду.

### Мужчины
| Дисциплина      | Золото                            | Золото  | Серебро                             | Серебро | Бронза                             | Бронза  |
| --------------- | --------------------------------- | ------- | ----------------------------------- | ------- | ---------------------------------- | ------- |
| Ходьба на 20 км | Сергей Кожевников Мордовия        | 1:19:01 | Василий Мизинов Челябинская область | 1:19:47 | Сергей Широбоков Мордовия Удмуртия | 1:20:15 |
| Ходьба на 35 км | Александр Гарин Мордовия Удмуртия | 2:28:21 | Николай Максимов Мордовия           | 2:29:47 | Максим Бойко Мордовия              | 2:31:48 |

### Женщины
| Дисциплина      | Золото                                          | Золото  | Серебро                   | Серебро | Бронза                      | Бронза  |
| --------------- | ----------------------------------------------- | ------- | ------------------------- | ------- | --------------------------- | ------- |
| Ходьба на 20 км | Рейхан Каграманова Мордовия Кемеровская область | 1:26:41 | Эльвира Хасанова Мордовия | 1:27:24 | Клавдия Афанасьева Мордовия | 1:31:28 |
| Ходьба на 35 км | Анастасия Трухова Мордовия                      | 2:54:07 | Ирина Мусихина Удмуртия   | 3:06:16 | Дарья Голубечкова Мордовия  | 3:17:07 |

## Чемпионат России по бегу на 24 часа
Чемпионат России по бегу на 24 часа прошёл 11—12 мая на стадионе «Первомайский» в Измайловском парке Москвы в рамках XXXIII сверхмарафона «Сутки бегом». На старт вышли 65 легкоатлетов из 27 регионов России (43 мужчины и 22 женщины).
Ильдар Камалетдинов и Вера Чекалина впервые стали чемпионами России. В женском забеге на протяжении 10 часов со старта лидировала действующая победительница Анастасия Шарипова, но затем она пропустила вперёд Чекалину, а на 13-м часу сошла с дистанции. Пётр Новожилов, долгое время возглавлявший зачёт среди мужчин, уступил первое место Камалетдинову на 17-м часу, но всё же нашёл в себе силы продолжить бег и финишировать на третьем месте. Сергей Афанасьев второй год подряд стал серебряным призёром чемпионата. Надежда Шиханова завоевала свою пятую медаль национальных первенств в беге на 24 часа (впервые поднялась на пьедестал в 2016 году).

### Мужчины
| Дисциплина | Золото                     | Золото    | Серебро                              | Серебро   | Бронза                             | Бронза    |
| ---------- | -------------------------- | --------- | ------------------------------------ | --------- | ---------------------------------- | --------- |
| 24 часа    | Ильдар Камалетдинов Москва | 269 224 м | Сергей Афанасьев Ярославская область | 265 209 м | Пётр Новожилов Челябинская область | 260 826 м |

### Женщины
| Дисциплина | Золото               | Золото    | Серебро                         | Серебро   | Бронза                             | Бронза    |
| ---------- | -------------------- | --------- | ------------------------------- | --------- | ---------------------------------- | --------- |
| 24 часа    | Вера Чекалина Москва | 239 589 м | Полина Слободчикова Саха−Якутия | 230 509 м | Надежда Шиханова Кировская область | 224 000 м |

## Чемпионат России по марафону
Чемпионат России по марафону 2024 года состоялся 12 мая в Казани. Соревнования прошли в рамках X Казанского марафона. На старт в зачёте чемпионата вышли 56 бегунов (37 мужчин и 19 женщин) из 25 регионов России. С учётом массового забега марафон по улицам Казани преодолели более 2500 участников.
Соревнования прошли в прохладную (+8 градусов) и сухую погоду. Среди женщин за победу боролись действующая чемпионка Алина Прокопьева, серебряный призёр прошлогоднего первенства Луиза Дмитриева и Алёна Татаринова. Судьба забега решилась после 30-го км, когда Дмитриева смогла оторваться от соперниц и в одиночку убежать к своему первому титулу чемпионки России. Прокопьева в 8 раз за последние 9 лет стала призёром чемпионата России по марафону, финишировав в Казани на третьем месте. На её счету стало 2 золотые медали, 3 серебряные и 3 бронзовые.
В мужском забеге со старта в отрыв ушёл бронзовый призёр чемпионата 2023 года Иван Кузнецов, составивший компанию двум кенийским бегунам, боровшимся за главный приз Казанского марафона. После 30-го км африканцы сошли, и Кузнецов остался единоличным лидером. Однако более 1 минуты преимущества, заработанного к этому моменту, ему не хватило, чтобы финишировать первым. После 35-го км его обошли Алексей Реунков и Дмитрий Неделин, а чуть позже — Руслан Хорошилов и Степан Киселёв. Кузнецов закончил дистанцию на пятом месте с отставанием от победителя в 1 минуту 17 секунд. Титул в финишном спринте разыграли Реунков и Неделин — сильнее в нём оказался Реунков, опередивший оппонента на 1 секунду. В 40 лет 105 дней он стал самым возрастным чемпионом России в марафоне.

### Мужчины
| Дисциплина | Золото                 | Золото  | Серебро                | Серебро | Бронза                                | Бронза  |
| ---------- | ---------------------- | ------- | ---------------------- | ------- | ------------------------------------- | ------- |
| Марафон    | Алексей Реунков Москва | 2:14:35 | Дмитрий Неделин Москва | 2:14:36 | Руслан Хорошилов Белгородская область | 2:15:08 |

### Женщины
| Дисциплина | Золото                          | Золото  | Серебро                      | Серебро | Бронза                                                   | Бронза  |
| ---------- | ------------------------------- | ------- | ---------------------------- | ------- | -------------------------------------------------------- | ------- |
| Марафон    | Луиза Дмитриева Санкт-Петербург | 2:31:15 | Алёна Татаринова Саха−Якутия | 2:32:06 | Алина Прокопьева Московская область Белгородская область | 2:32:38 |

## Чемпионат России по горному бегу (вверх-вниз)
XXVI чемпионат России по горному бегу (вверх-вниз) состоялся 8 июня 2024 года на территории спортивного комплекса «Подолино» в Ярославле. На старт вышли 44 участника (26 мужчин и 18 женщин) из 15 регионов России. Забеги прошли по круговой трассе с перепадом высоты 118 метров. Призовые места в мужском забеге заняли возрастные спортсмены. Чемпионом России в третий раз в карьере стал 40-летний Андрей Миняков. Предыдущий титул он завоевал 11 лет назад, в 2013 году. Второе место занял 37-летний Юрий Чечун, вернувшийся на всероссийский пьедестал после победы на чемпионате страны по марафону 2020 года. Бронзовым призёром стал 38-летний Михаил Максимов. В женском забеге сильнейшей оказалась Анна Ильина. Ранее в апреле она также завоевала серебряную медаль чемпионата России на трассе «вверх». Действующая чемпионка Любовь Добровольская в этот раз финишировала второй, продлив свою серию призовых мест на первенствах «вверх-вниз» (3 серебра и 1 золото, начиная с 2021 года).

### Мужчины
| Дисциплина                                        | Золото                              | Золото | Серебро                      | Серебро | Бронза                          | Бронза |
| ------------------------------------------------- | ----------------------------------- | ------ | ---------------------------- | ------- | ------------------------------- | ------ |
| Горный бег 11,275 км перепад высот: +709 м −709 м | Андрей Миняков Свердловская область | 46:19  | Юрий Чечун Самарская область | 46:54   | Михаил Максимов Санкт-Петербург | 47:08  |

### Женщины
| Дисциплина                                       | Золото                      | Золото | Серебро                                | Серебро | Бронза                            | Бронза |
| ------------------------------------------------ | --------------------------- | ------ | -------------------------------------- | ------- | --------------------------------- | ------ |
| Горный бег 7,525 км перепад высот: +473 м −473 м | Анна Ильина Санкт-Петербург | 35:22  | Любовь Добровольская Самарская область | 37:03   | Кристина Шабалина Санкт-Петербург | 37:42  |

## Чемпионат России по бегу на 1 милю по шоссе
Чемпионат России по бегу на 1 милю по шоссе состоялся впервые за 21 год: с 1993 по 2003 годы звания чемпионов страны разыгрывались в Москве рамках забега «Кремлёвская миля». Соревнования 2024 года прошли 6 июля в поселении Вороновское (Москва). Турнир был проведён за день до старта Кубка России в Чебоксарах (7—9 июля), что негативно повлияло на состав участников. На старт вышли 24 легкоатлета из 9 регионов страны (9 мужчин и 15 женщин). Евгений Валитов и Ольга Каменева впервые в карьере стали чемпионами России. По ходу бега Валитов совершил поворот раньше времени, но даже эта ошибка не помешала ему взять титул: спортсмен вернулся на трассу, догнал соперников и выиграл финиш.

### Мужчины
| Дисциплина         | Золото                 | Золото  | Серебро                          | Серебро | Бронза                               | Бронза  |
| ------------------ | ---------------------- | ------- | -------------------------------- | ------- | ------------------------------------ | ------- |
| 1 миля (1609,34 м) | Евгений Валитов Москва | 4:10.21 | Артём Сериков Московская область | 4:11.76 | Алексей Анисимов Воронежская область | 4:13.35 |

### Женщины
| Дисциплина         | Золото                                  | Золото  | Серебро             | Серебро | Бронза                       | Бронза  |
| ------------------ | --------------------------------------- | ------- | ------------------- | ------- | ---------------------------- | ------- |
| 1 миля (1609,34 м) | Ольга Каменева Москва Орловская область | 4:45.06 | Анна Лахнова Москва | 4:45.19 | Полина Гридина Пермский край | 4:48.15 |

## Чемпионат России по трейлу
Чемпионат России по трейлу 2024 года состоялся 24 августа в Златоусте (Челябинская область) в рамках горного марафона «Забег за облака». Участники преодолевали трассу длиной 42 км с перепадом высот 1340 м, проложенную по территории национального парка «Таганай». Из-за прошедших дождей на протяжении всей дистанции было много грязи и скользких камней. Для участия в чемпионате России заявились 9 бегунов (5 мужчин и 4 женщины) из 4 регионов страны. С учётом массового забега дистанцию 42 км преодолевали 65 человек. Чемпионами России впервые в карьере стали Даниил Елизаров и Рамиля Князева из Санкт-Петербурга. Для чемпионки среди женщин этот пьедестал стал третьим на трейловых первенствах страны (из пяти проведённых). Ранее под девичьей фамилией Шагиева она была третьей в 2019 году и второй в 2021 году. В третий раз призёром стала и Анастасия Козина: в 2022 году она выиграла чемпионат, а спустя год финишировала второй. Итоговое преимущество Князевой (24 минуты 5 секунд) оказалось максимальным в короткой истории турнира.

### Мужчины
| Дисциплина  | Золото                          | Золото  | Серебро                                | Серебро | Бронза                            | Бронза  |
| ----------- | ------------------------------- | ------- | -------------------------------------- | ------- | --------------------------------- | ------- |
| Трейл 42 км | Даниил Елизаров Санкт-Петербург | 4:00:16 | Александр Антонов Свердловская область | 4:10:15 | Сергей Оводов Челябинская область | 4:14:32 |

### Женщины
| Дисциплина  | Золото                         | Золото  | Серебро                            | Серебро | Бронза                               | Бронза  |
| ----------- | ------------------------------ | ------- | ---------------------------------- | ------- | ------------------------------------ | ------- |
| Трейл 42 км | Рамиля Князева Санкт-Петербург | 4:49:18 | Анастасия Козина Самарская область | 5:13:23 | Светлана Тимофеева Самарская область | 5:21:15 |

## Чемпионат России по бегу на 15 км по шоссе
Чемпионы России в беге на 15 км по шоссе определились 8 сентября 2024 года в Когалыме (Ханты-Мансийский автономный округ — Югра). Соревнования прошли в рамках Международного Когалымского полумарафона. Сильнейшие 5 спортсменов у мужчин и женщин награждались денежными призами от 30 000 рублей за 5-е место до 100 000 рублей для чемпионов. На старт вышли 18 легкоатлетов из 10 регионов страны (6 мужчин и 12 женщин).

### Мужчины
| Дисциплина | Золото                            | Золото | Серебро                    | Серебро | Бронза                                | Бронза |
| ---------- | --------------------------------- | ------ | -------------------------- | ------- | ------------------------------------- | ------ |
| 15 км      | Никита Павлов Челябинская область | 47:20  | Андрей Петров Башкортостан | 47:47   | Руслан Алтынбаев Оренбургская область | 48:05  |

### Женщины
| Дисциплина | Золото                      | Золото | Серебро                        | Серебро | Бронза                  | Бронза |
| ---------- | --------------------------- | ------ | ------------------------------ | ------- | ----------------------- | ------ |
| 15 км      | Александра Вдовина Мордовия | 51:06  | Марина Ковалёва Омская область | 53:00   | Елена Сергеева Мордовия | 53:42  |

## Чемпионат России по полумарафону
Чемпионат России по полумарафону 2024 года состоялся 8 сентября в Ярославле в рамках XI Ярославского полумарафона «Золотое кольцо». Круговая трасса длиной 10,55 км была проложена по исторической части города. Старт и финиш забега находились в парке на Стрелке. На старт вышел 81 легкоатлет из 36 регионов страны (52 мужчины и 29 женщин). Соревнования прошли в тёплую и солнечную погоду. 28-летний Александр Ольков впервые в карьере стал призёром чемпионата России в личном первенстве — и сразу золотым. Всего 3 секунды ему уступил Виктор Гуржий, серебряный медалист национального чемпионата 2022 года в беге на 1500 метров.

### Мужчины
| Дисциплина  | Золото                   | Золото  | Серебро                       | Серебро | Бронза              | Бронза  |
| ----------- | ------------------------ | ------- | ----------------------------- | ------- | ------------------- | ------- |
| Полумарафон | Александр Ольков Хакасия | 1:04:58 | Виктор Гуржий Приморский край | 1:05:01 | Артём Попов Хакасия | 1:05:23 |

### Женщины
| Дисциплина  | Золото                   | Золото  | Серебро                       | Серебро | Бронза                                   | Бронза  |
| ----------- | ------------------------ | ------- | ----------------------------- | ------- | ---------------------------------------- | ------- |
| Полумарафон | Светлана Симакова Москва | 1:14:05 | Наталья Леонтьева Саха−Якутия | 1:14:24 | Галина Камалетдинова Ульяновская область | 1:15:00 |

## Чемпионат России по эстафетному бегу
Чемпионат России в неолимпийских дисциплинах эстафетного бега прошёл 21—22 сентября 2024 года на стадионе «Метеор» в подмосковном городе Жуковский. В соревнованиях участвовали 159 легкоатлетов из 13 регионов России. Первоначально чемпионат был запланирован на 5—6 сентября в Брянске, но менее чем за месяц до старта ВФЛА сообщила о его переносе. Причиной стали боевые действия в Курской области в ходе вторжения России на Украину, начавшиеся 6 августа и повлекшие за собой объявление режима контртеррористической операции в Брянской, Курской и Белгородской областях. Новое место проведения было объявлено лишь 7 сентября, за 2 недели до старта турнира.

### Мужчины
| Дисциплина                   | Золото                                                                                             | Золото   | Серебро                                                                                       | Серебро  | Бронза                                                                                       | Бронза   |
| ---------------------------- | -------------------------------------------------------------------------------------------------- | -------- | --------------------------------------------------------------------------------------------- | -------- | -------------------------------------------------------------------------------------------- | -------- |
| Эстафета 4×200 м             | Санкт-Петербург · Кирилл Чернухин · Даниил Песков · Юрий Гаврилов · Даниил Савенков                | 1:27.40  | Липецкая область · Вадим Татарников · Дмитрий Кирин · Фёдор Волков · Никита Ленчиков          | 1:30.16  | Воронежская область · Тимур Каюмов · Александр Вендеревских · Павел Иванов · Матвей Ширинкин | 1:30.38  |
| Эстафета 100+200+400+800 м   | Липецкая область · Василий Касторных · Вадим Татарников · Никита Ленчиков · Даниил Некрасов        | 3:13.67  | Иркутская область · Евгений Трифонов · Андрей Бадейников · Дмитрий Пасечник · Алексей Яблоков | 3:14.70  | Санкт-Петербург · Даниил Робертов · Сергей Сурков · Данил Улановский · Владислав Носков      | 3:19.79  |
| Эстафета 4×800 м             | Московская область · Егор Шабанов · Константин Толоконников · Алексей Бутранов · Николай Вербицкий | 7:34.70  | Санкт-Петербург · Семён Упоров · Артём Кулевцов · Антон Деткин · Михаил Бекяшев               | 7:38.70  | Санкт-Петербург · Никита Хоничев · Григорий Корепин · Данил Улановский · Егор Лимонов        | 7:38.73  |
| Эстафета 4×1500 м            | Санкт-Петербург · Александр Куверин · Никита Беликов · Михаил Бекяшев · Егор Лимонов               | 15:45.30 | Адыгея · Владислав Хабибулин · Александр Федченко · Артём Гесс · Владислав Подзвёздов         | 15:50.17 | Санкт-Петербург · Семён Упоров · Никита Хоничев · Михаил Подлесных · Григорий Корепин        | 15:50.85 |
| Эстафета 4×110 м с барьерами | Санкт-Петербург · Даниил Робертов · Олег Спиридонов · Лев Бикбулатов · Юсиф Ал-Бахари              | 58.63    | Санкт-Петербург · Николай Гринчак · Дмитрий Тетерев · Александр Коновалов · Сергей Сурков     | 1:01.64  | Воронежская область · Артём Додуладенко · Георгий Неделько · Ярослав Гришин · Андрей Пучек   | 1:01.80  |

### Женщины
| Дисциплина                   | Золото                                                                                                | Золото   | Серебро                                                                                    | Серебро  | Бронза                                                                                          | Бронза   |
| ---------------------------- | --- | -------- | ------------------------------------------------------------------------------------------ | -------- | ----------------------------------------------------------------------------------------------- | -------- |
| Эстафета 4×200 м             | Курская область · Кристина Манцурова · Анастасия Проскурина · Екатерина Федяева · Екатерина Пискарёва | 1:38.18  | Санкт-Петербург · Вероника Ермолаева · Елизавета Алисова · Дарья Гавриляк · Ирина Нащёкина | 1:38.66  | Санкт-Петербург · Екатерина Рябченко · Юлия Токарева · Ксения Голубятникова · Екатерина Копрова | 1:44.17  |
| Эстафета 100+200+400+800 м   | Иркутская область · Кристина Вершинина · Полина Домнина · Екатерина Иванова · Ирина Гущенец           | 3:40.49  | Санкт-Петербург · Анастасия Колесник · Анастасия Суркова · Мария Рухлядева · Анна Банатова | 3:42.31  | Санкт-Петербург · Дарья Торопова · Алёна Модина · Юлия Спиридонова · Екатерина Рудакова         | 3:44.53  |
| Эстафета 4×800 м             | Санкт-Петербург · Дарья Большакова · Мария Рухлядева · Екатерина Рудакова · Анна Банатова             | 8:52.71  | Москва · Юлия Зубарева · Екатерина Шабунина · Дарья Шабунина · Диана Романико              | 9:18.53  | не вручалась                                                                                    |          |
| Эстафета 4×1500 м            | Новосибирская область · Вероника Иванова · Ника Сигунова · Карина Костромина · Мария Ермакова         | 18:28.96 | Санкт-Петербург · Дарья Большакова · Елена Зонова · Кристина Кирина · Алиса Шилина         | 18:31.80 | Москва · Анна Лахнова · Марина Мельник · Екатерина Шабунина · Дарья Шабунина                    | 18:50.74 |
| Эстафета 4×100 м с барьерами | Брянская область · Светлана Антошина · Дарья Буравцова · Марианна Бакосова · Виктория Карасёва        | 57.82    | Санкт-Петербург · Дарья Меденко · Яна Зайцева · Екатерина Галицкая · Татьяна Даниелян      | 58.96    | Санкт-Петербург · Вера Сорокина · Ксения Пантюхина · Вера Солодова · Дарья Казакова             | 59.36    |

1. ↑  в женской эстафете 4×800 метров участвовали только 2 команды

### Смешанная эстафета
| Дисциплина       | Золото                                                                                      | Золото  | Серебро                                                                                         | Серебро | Бронза                                                                                      | Бронза  |
| ---------------- | ------------------------------------------------------------------------------------------- | ------- | ----------------------------------------------------------------------------------------------- | ------- | ------------------------------------------------------------------------------------------- | ------- |
| Эстафета 4×400 м | Курская область · Владимир Лысенко · Максим Федяев · Екатерина Федяева · Кристина Манцурова | 3:22.43 | Иркутская область · Иван Непокрытов · Кристина Вершинина · Дмитрий Пасечник · Екатерина Иванова | 3:24.92 | Санкт-Петербург · Юрий Гаврилов · Алина Давлетгильдеева · Даниил Песков · Елизавета Алисова | 3:29.67 |